# Херр, Доминик
Доминик Херр (нем. Dominique Herr; род. 25 октября 1965) — швейцарский футболист, выступавший на позиции полузащитника за сборную Швейцарии и швейцарские клубы.

## Клубная карьера
Доминик Херр начинал карьеру футболиста в швейцарском клубе «Базель» из своего родного города в 1984 году. После вылета команды из Национальной лиги А по итогам сезона 1987/88 полузащитник перешёл в «Лозанну». В 1992 году Херр перешёл в «Сьон», с которым дважды выигрывал Кубок Швейцарии в 1995 и 1996 годах.

## Карьера в сборной
20 сентября 1989 года Доминик Херр дебютировал за сборную Швейцарии, выйдя на замену в конце домашнего поединка против Португалии, проходившего в рамках отборочного турнира чемпионата мира 1990. 9 октября 1991 года он забил свой первый гол за национальную команду, отметившись в домашней товарищеской игре со сборную Швецией.
Доминик Херр был включён в состав сборной Швейцарии на чемпионат мира по футболу 1994 года в США. На турнире он провёл все четыре матча своей команды на турнире: с США, Румынией, Колумбией и Испанией в рамках 1/8 финала.

## Достижения
«Сьон»
- Обладатель Кубка Швейцарии (2): 1994/95, 1995/96